# Robert Brandel
Robert Albin Brandel, född den 17 juni 1864 i Stockholm, död där den 20 juli 1929, var en svensk skolman och präst. Han var far till Folke och Sven Brandel. 
Brandel var elev vid Jakobs lägre allmänna läroverk 1878–1882 och vid Norra latinläroverket i Stockholm 1882–1886. Han blev student vid Uppsala universitet 1887, filosofie kandidat 1890, filosofie licentiat 1893 och filosofie doktor 1894 samt avlade teoretisk  teologisk examen 1897 och praktisk teologisk examen samma år. Brandel prästvigdes 1897 och blev samma år pastorsadjunkt i Tyska Sankta Gertruds församling 1897, var rektor vid Kraftska skolan 1898–1908, predikant vid Stockholms rannsakningsfängelse 1904–1918, komminister i Storkyrkoförsamlingen från 1908 och regementspastor vid Svea artilleriregemente från 1917. Brandel var en av initiativtagarna till scoutrörelsens införande i Sverige samt den förste som införde instrumentalmusik i skolorna. Kraftska skolans musikkår blev sedan upphovet till åtskilliga andra skolors musikintresse. Han är gravsatt i familjegraven på Stockholms norra kyrkogård.